# Três Passos
Três Passos este un oraș în Rio Grande do Sul (RS), Brazilia.